# Frank O’Connor

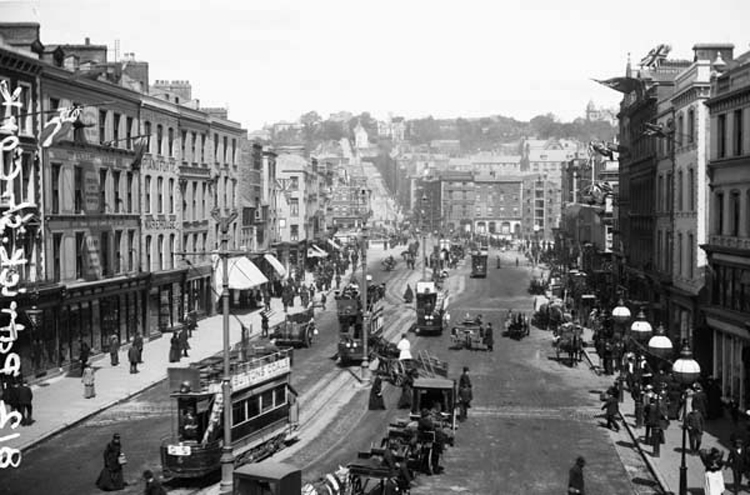
Geburtsort O’Connors: Cork in Irland um 1900

Frank O’Connor oder mit bürgerlichem Namen Michael Francis  O’Donovan (* 17. September 1903 in Cork; † 10. März 1966 in Dublin) war ein irischer Schriftsteller und Autor bekannter Kurzgeschichten.

## Leben
O’Connor wuchs in einer Irland-orientierten proletarischen Familie auf. In seiner Autobiografie An Only Child schildert O’Connor seine Kindheits- und Jugendzeit, in der er aufgrund der kriegsbedingten Abwesenheit des Vaters, der nur zu kurzen Gastbesuchen während des Ersten Weltkrieges nach Hause zurückkehrte, lange mit seiner Mutter allein lebte, eine Zeit, die er später als die glücklichste seines Lebens bezeichnete. Nach der endgültigen Heimkehr des Vaters aus dem Krieg war das Familienleben durch Armut und eine angespannte, konfliktgeladene Atmosphäre zwischen Michael O’Donovan und seinem Vater gekennzeichnet, der durch seine Trunksucht die Familie an den Rand des Ruins brachte.
Wie Seán O’Faoláin und Liam O’Flaherty gehörte Frank O’Connor zur Generation der um 1900 geborenen irischen Schriftsteller, die in ihrer Jugend den irischen Unabhängigkeitskampf und den anschließenden Bürgerkrieg miterlebten und in ihren Werken reflektierten.
O’Connor, der die Schule nur bis zum 12. Lebensjahr besuchen konnte, schloss sich als junger Mann der Irish Republican Army (IRA) an, kämpfte im Bürgerkrieg auf der Seite der unterlegenen Republikaner, wurde verhaftet und kam ins Gefängnis. Seine persönlichen Erfahrungen dieser erbitterten Auseinandersetzungen und Kämpfe verarbeitete O’Connor vor allem in seiner Kurzprosa, beispielsweise in Guests of the Nation, dt. Gäste der Nation, einer Erzählung, die weit über Irland hinaus bekannt wurde.
Ebenso wenig wie O’Faoláin oder O’Flaherty ließ sich Frank O’Connor auch später nicht vom Establishment des neuen irischen Freistaates vereinnahmen und blieb in zahlreiche Kontroversen um die Freiheit der Literatur in Irland im Kampfe gegen staatliche und kirchliche Zensur verwickelt, die mancherlei Anfeindungen zur Folge hatte und seinen Namen auf die Verbotsliste der Zensurbehörden brachte.
Nach seiner Entlassung wandte er sich vom politischen Kampf ab und widmete sich fortan der Literatur und der irischen Sprache. Er arbeitete als Bibliothekar und leitete von 1937 bis 1939 das Abbey Theatre in Dublin. 1931 erschien unter dem Pseudonym Frank O’Connor sein erster Band mit Kurzgeschichten, Gäste der Nation. Außerdem schrieb er Gedichte, Romane, Theaterstücke und zwei Autobiografien.
Fast alle Werke beschäftigten sich mit Irland, seinen Menschen und ihren Problemen. In mehreren Einzelerzählungen griff er größere politische Vorgänge und Auseinandersetzungen, vorrangig aus dem irischen Unabhängigkeitskampf, auf und spiegelte sie in der konkreten Individualsituation seiner Erzählfiguren. O’Connor, der in den 1950er-Jahren in den USA lebte, starb im März 1966 in Dublin.
Nach seinem Tod wurde 1968 seine zweite Autobiografie My Father’s Son von Maurice Sheehy herausgegeben, der O’Connor seit 1963 gekannt hatte. Ein Jahr später stellte Maurice Sheehy einen Gedenkband zusammen, in dem Freunde und Kollegen von O’Connor sich an ihn erinnerten.

## Literarisches Werk
Neben Liam O’Flaherty und Seán O’Faoláin zählt Frank O’Connor zu jenen irischen Autoren, die in der Nachfolge von James Joyce sich um die Fortführung einer eigenständigen irischen Erzählkunst verdient gemacht haben. Ihr Werk hat als sogenannte „Irish Renaissance“ Eingang in zahlreiche literaturgeschichtliche Darstellungen gefunden.
Wie O’Faoláin einmal scherzhaft bemerkte, habe es Frank O’Connor streng genommen eigentlich nie gegeben, da dieser Name nur ein Pseudonym für Michael O’Donovan und zugleich die Tarnkappe für einen kirchenkritischen Autor gewesen sei, dessen ganze Richtung seines schriftstellerischen Schaffens aus Sicht der Dubliner Zensurbehörden äußerst anstößig war.
Ähnlich wie O’Flaherty und O’Faoláin konzentrierte Frank O’Connor sich in weiten Teilen seines schriftstellerischen Schaffens darauf, seinen Erfahrungen, die er während seines Kampfes im Bürgerkrieg auf Seiten der Republikaner gewonnen hatte, literarische Gestalt zu verleihen. Seine 1931 erschienene Kurzgeschichte mit dem grimmig ironischen Titel Guests of the Nation belegt mit ihrer erschütternden Wirkung, zu welchen erzählerischen Leistungen er dabei fähig war: Zwei britische Geiseln, die sich zunächst mit ihren irischen Bewachern anfreunden, werden von diesen anschließend erschossen.
Frank O’Connors Ruhm gründet sich vor allem auf seine in zahlreiche Sprachen übersetzten Kurzgeschichten, darunter seine beiden bekannten Kindheitserzählungen My Oedipus Complex (1950) und The Genius (1955), die vielfach anthologisiert wurden. Bereits zuvor hatte er von Oxford University Press den ehrenvollen Auftrag erhalten, eine Sammlung zeitgenössischer irischer Kurzgeschichten zu editieren, die 1957 unter dem Titel Modern Irish Short Stories erschien und posthum 1987 als Classic Irish Short Stories neu aufgelegt wurde. Sein eigenes Schaffen stellte O’Connor darin mit seinen oben erwähnten Kurzgeschichten Guests of the Nation und My Oedipus Complex vor.
Im Vergleich zu seiner Kurzprosa war O’Connor mit seinen Romanen und längeren Erzählungen dagegen kein bleibender Erfolg beschieden, da ihnen jene konzeptionelle Geschlossenheit fehlt, die seine besten short stories auszeichnet.
Vor allem mit der Weiterentwicklung der Erzähltechnik in seinen Kurzgeschichten sowie seinen literaturtheoretischen Konzeptionen, in denen mehrfach der Moment der „intense awareness of human loneliness“ (dt. sinngemäß: „intensives Bewusstsein der menschlichen Einsamkeit“) als besonderes Gattungsmerkmal der modernen short story im Gegensatz zum Roman hervorgehoben wird, leistete Frank O’Connor Heinz Kosok zufolge jedoch einen wesentlichen Beitrag zur Entwicklung des herausragenden Ranges der irischen Kurzgeschichte in der Weltliteratur. Bei aller Empathie hält er stets eine gewisse Distanz zu seinen Figuren und vermeidet Sentimentalitäten.
Ebenso bereitete O’Connor mit dem Aufwerfen der Thematik der zwischenmenschlichen Sexualität, die er trotz der drohenden Zensur durch die Katholische Kirche beispielsweise in Mein Ödipus-Komplex in zwar indirekter bzw. implizit andeutender, aber unverkennbarer Form gestaltet, den Weg vor für die jüngeren irischen Kurzgeschichten, die durch eine „neue Offenheit in Fragen der Sexualität“ im Gegensatz zu den herrschenden Moralvorstellungen der Katholischen Kirche in Irland geprägt sind.
Besonders bekannt geworden sind O’Connors Kindheitsgeschichten, die häufig mit vordergründiger Komik und teilweise auch autobiografischen Zügen das Erzählte in einfühlsamer Weise aus der Sicht eines Kindes darbieten, für das die Erwachsenenwelt unverständlich oder rätselhaft und zugleich beängstigend ist. Die Erinnerung an die eigene Kindheit, an die liebevolle Mutter und den problematischen Vater, war dabei zugleich eine der wichtigsten Inspirationsquellen für viele seiner Kurzgeschichten.
Eine vergleichende Lektüre seiner Autobiografie An Only Child enthüllt in durchaus aufschlussreicher Weise, in welch vielfältiger und souveräner Form O’Connor als Autor fähig war, seine eigenen Erfahrungen und Erlebnisse mit seiner schöpferischen Phantasie literarisch zu verarbeiten und zu gestalten. Vor allem seine bedauerlicherweise nie zu einem Zyklus zusammengefassten Geschichten um den jungen Larry Delaney belegen O’Connors künstlerisches Vermögen, den oftmals auf einer banalen Episode oder Anekdote beruhenden Stoff seiner Prosa auf das Niveau einer meisterhaft strukturierten und sprachlich glänzend formulierten Erzählung zu heben.
Mit seiner Konzentration bzw. Fokussierung auf irische Charaktere vor allem in seiner Kurzprosa hat O’Connor, wie Kosok in seinen Ausführungen zur irischen Kurzgeschichte darlegt, „nicht nur das irische Bewußtsein nationaler Identität beeinflußt [sic], sondern durch die Übersetzung in zahlreiche Sprachen auch in entscheidendem Maße das internationale Bild Irlands geprägt.“
In seiner Kurzprosa verwendet O’Connor in ausgeprägter Weise einen vernacular oder colloquial style, wie ihn zuvor Sherwood Anderson in der amerikanischen Literatur mit seinem Erzählzyklus Winesburg, Ohio (1919) im Anschluss an Mark Twain wiederbelebt hatte. Diese Orientierung O’Connors an einem eher unprätentiösen, umgangssprachlichen Stil steht im Einklang mit seiner durch Turgenew und Tschechow geprägten Neigung, die Stoffe seiner Geschichten vornehmlich aus dem Alltag zu wählen. Dabei ist er darum bemüht, seinen eigenen Forderungen nach einer Klarheit der Sprache und Überschaubarkeit der Handlung sowie nach einem Verzicht auf symbolistische Experimente nachzukommen.
Auch in seinen creative writing courses, die er als prominenter Autor und Praktiker auf Einladung verschiedener amerikanischer Universitäten abhielt, konfrontierte er die Teilnehmer seiner Schreibkurse rigoros mit diesen Forderungen. Verstieß jemand gegen diese Spielregeln, wurde er von der weiteren Teilnahme ausgeschlossen. Gleichzeitig warnte O’Connor – wie bereits zuvor Anderson – vor der kommerziellen plot story mit ihrer mechanisch verlaufenden Handlung und der Fokussierung auf überraschende Pointen.

### Lyrik
Frank O’Connor übersetzte auch Gedichte aus dem Irischen. Diese sind in der Anthologie Kings, Lords, & Commons zusammengefasst. Dabei handelt es sich um Lyrik aus der Zeit von 600 bis 1800. Diese Werke stammten sowohl von Unbekannten als auch von bekannten gälischen Dichtern wie Aodhagán Ó Rathaille (Egan O’Rahilly) und Brian Merriman mit seinem Midnight Court – Cúirt an Mheán Oíche.

## Ehrung
- Frank O’Connor International Short Story Award

## Werke auf Deutsch
Die deutschen Übersetzungen (von Elisabeth Schnack) erschienen vor allem im Diogenes Verlag: Seine zweibändige Autobiografie, sein Roman die Reise nach Dublin und die 6-bändige Anthologie seiner Kurzgeschichten.
- Einziges Kind. Autobiographie I. Diogenes Verlag, Zürich 1983, ISBN 3-257-21021-3.
- Meines Vaters Sohn. Autobiographie II. Diogenes Verlag, Zürich 1983, ISBN 3-257-21022-1.
- Die Reise nach Dublin. Roman. Diogenes Verlag, Zürich 1990, ISBN 3-257-21934-2.
- Gesammelte Erzählungen in 6 Bänden. Diogens Verlag, Zürich 1975.
  - Und Freitags Fisch. Gesammelte Erzählungen I. Diogenes Verlag, Zürich 1975, ISBN 3-257-20170-2.
  - Mein Ödipus-Komplex. Gesammelte Erzählungen II. Diogenes Verlag, Zürich 1976, ISBN 3-257-20352-7.
  - Don Juans Versuchung. Gesammelte Erzählungen III. Diogenes Verlag, Zürich 1976, ISBN 3-257-20353-5.
  - Eine unmögliche Ehe. Gesammelte Erzählungen IV. Diogenes Verlag, Zürich 1976, ISBN 3-257-20354-3.
  - Eine selbständige Frau. Gesammelte Erzählungen V. Diogenes Verlag, Zürich 1976, ISBN 3-257-20355-1.
  - Brautnacht. Gesammelte Erzählungen VI. Diogenes Verlag, Zürich 1976, ISBN 3-257-20356-X.
- Meistererzählungen. Eine Auswahl aus der 6-bändigen Anthologie der Gesammelten Erzählungen. Diogenes Verlag, Zürich 1992, ISBN 3-257-22451-6.
- Die lange Straße nach Ummera. Elf Meistererzählungen aus Irland. Diogenes, 1959
- Er hat die Hosen an. Erzählungen
- Irische Kindheit. Liebenswerte Erzählungen von der grünen Insel. Edition Herder, Freiburg 1996, ISBN 3-451-23173-5.